# Alejandro R. Jadad
Alejandro R. Jadad (ur. 9 sierpnia 1963 w Medellín, Kolumbia) – kanadyjsko-kolumbijski lekarz, wykładowca i naukowiec (anestezjologia, zdrowie publiczne, informatyka medyczna, e-zdrowie), profesor Uniwersytetu w Toronto (UT), pomysłodawca popularnej skali jakości klinicznych badań eksperymentalnych (skala Jadada), współzałożyciel Cochrane Collaboration, udostępniającej dane dla evidence-based medicine, współtwórca wytycznych dla RCT (ang. randomized controlled trial), współzałożyciel i dyrektor Institute for Global Health Innovation and Equity (Dalla Lana School of Public Health w UT) i Centre for Global eHealth Innovation (Toronto General Hospital), popularyzator wizji „pandemii światowego zdrowia, szczęścia i miłości” (powszechne zdrowie i dobrostan subiektywny).

## Życiorys

### Dzieciństwo i studia
Urodził się w Kolumbii w 1963 roku. Szczęśliwe dzieciństwo trwało do 14 roku życia, gdy został pozbawiony kontaktów z rozwodzącymi się rodzicami. Wraz z bratem znalazł się w rygorystycznej szkole, w której bardzo intensywnie się uczył. 

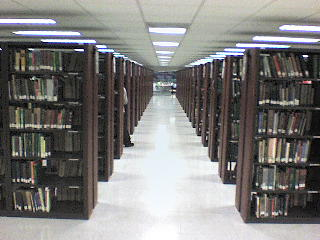
Biblioteka Papieskiego Uniwersytetu Ksaweriańskiego

Wybrał studia medyczne w Pontificia Universidad Javeriana (Papieski Uniwersytet Ksaweriański) w Bogocie. Już w pierwszym dniu studiów poznał dziewczynę (Martha Garcia), z którą wkrótce stworzył nową, zgodną rodzinę. Za zdarzenie decydujące o kierunkach swojej przyszłej wieloletniej pracy Jadad uważa spotkanie z grupą ubogich, dociekliwych dzieci, które starały się wykorzystać wiedzę 18-letniego studenta o „bacusco”. Zagadnienia opioidów, do tamtej chwili nieznane studentowi drugiego roku medycyny, głęboko go zainteresowały jako wymagający pilnego rozwiązania złożony problem – socjalny, ekonomiczny i medyczny. Szybko zgromadził wiedzę, dzięki której już przed ukończeniem studiów (1986) był uznawany za autorytet w tej dziedzinie (m.in. sporządzał opinie nt. leków dla Kolumbijskiego Ministerstwa Zdrowia).

### Praca zawodowa
– Bogota
Po studiach pracował w latach 1986–1990 w klinikach macierzystej uczelni oraz w Santa Fe de Bogota Foundation i w Hospital Universitario San Ignacio (1990), zajmując się anestezjologią i intensywną terapią. W latach 1988 i 1989 wydał w języku hiszpańskim książki Educación médica, práctica profesional y abuso de drogas entre los médicos (Xavierian University Press) i El paciente neuroquirurgico : manejo anestesico y de cuidados intensivos. Współautorem drugiej z nich jest Angel Mario Ruiz Pelaez, którego Alex Jadad nazywa swoim „pierwszym ojcem z wyboru” i wzorem do naśladowania.
W 1990 roku został członkiem Colombian Society of Anesthesiology.
– Oksford
W następnych latach kontynuował studia i pracę w dziedzinie anestezjologii, przebywając w Oksfordzie jako stypendysta British Council (stypendium otrzymał mimo słabej wówczas znajomości języka angielskiego). Brał udział w pracach znanego zespołu specjalistów, zajmujących się problemami ocen skuteczności leków, m.in. środków znieczulających (w tym opioidów). Równocześnie pracował w miejscowym hospicjum, gdzie gromadził obserwacje dot. działania morfiny. Wykonywał przeglądy systematyczne wielkiej ilości publikacji, coraz częściej dostępnych w medycznych bibliotekach elektronicznych, poszukując optymalnych decyzji leczniczych (zob. evidence-based medicine). W latach 1992–1994 odbył studia doktoranckie w Balliol College & a Faculty of Clinical Medicine. Jego naukowymi opiekunami byli specjaliści, tworzący w tym czasie Cochrane Collaboration: 
- Henry J. McQuay – zajmujący się zagadnieniami powstawania i zwalczania bólu, członek zarządu International Association for the Study of Pain (IASP)[11][12]
- Iain Chalmers – wykonujący przeglądy systematyczne licznych wyników badań klinicznych w dziedzinie opieki nad matką i dzieckiem (badania prenatalne, ginekologia, położnictwo), koordynator James Lind Initiative (James Lind Library i James Lind Alliance)[13][8]

Alex Jadad został jednym z członków Cochrane Centre (Visiting Research Fellow 1993–1994). W 1993 roku opublikował wspólnie z H.J. McQuayem  artykuły Searching the literature. Be systematic in your searching i A high-yield strategy to identify randomized controlled trials for systematic reviews. Stopień doktora (DPhil) otrzymał na podstawie rozprawy pt. Meta-analysis of Randomised Clinical Trials in Pain Relief (zob. metaanaliza, randomizowane eksperymenty kliniczne), opublikowanej przez wydawnictwo Uniwersytetu Oksfordzkiego w 1994 roku. Autor zaproponował m.in. metodę oceny wiarygodności publikowanych wyników medycznych badań eksperymentalnych, która zyskała dużą popularność jako skala Jadada lub „oksfordzki system oceny jakości”. Jest stosowana w różnych dziedzinach nauki. W 1996 roku (po wyjeździe Jadada do Kanady) ukazała się kolejna publikacja zespołu oksfordzkiego pt. Assessing the quality of reports of randomized clinical trials: Is blinding necessary?
– Ontario (Hamilton i Toronto)
Studia podoktoranckie (1995–1996) Alex Jadad odbył w kanadyjskim McMaster University (Departments of Health Research Methods, Evidence and Impact, HEI, wcześniej Clinical Epidemiology and Biostatistics, CE&B). Zajmował się m.in. możliwościami wykorzystania Internetu w medycynie. W 1999 roku uzyskał tytuły FRCPC i FRCSC.  
W 2000 roku przeprowadził się do Toronto, gdzie otrzymał stanowisko profesora tamtejszego uniwersytetu. W latach 2000–2010 był kierownikiem utworzonej w 1998 roku katedry medycyny paliatywnej (Inaugural Rose Family Chair w Palliative Medicine and Complex Care UHN). Został współzałożycielem i dyrektorem:
- Institute for Global Health Innovation and Equity w Dalla Lana School of Public Health[23][24][25]
- Centre for Global eHealth Innovation w Toronto General Hospital[26][27][28][29]

W okresie 10 lat działalności Centrum stało się instytucją o międzynarodowej renomie. Na kwiecień 2020 roku zaplanowano debatę w Massey College Upper Library na temat „The Public Good: Advancing Global Health in and from Toronto”. Przewidziano wystąpienie A.R. Jadada (Massey Senior Fellow).
Aktywność międzynarodowa
- 2005 – reprezentant Ameryki w grupie ekspertów WHO ds. e-zdrowia (Global Observatory for eHealth’s Strategic Advisory Group of Experts, eHealth’s SAGE)
- 2004–2009 – doradca rządów Hiszpanii i Andaluzji, prezes-założyciel rady Spanish eHealth Foundation, współtwórca Institute for Innovation on Human Wellbeing, w którym podjęto realizację szeroko zakrojonych projektów ulepszania warunków ludzkiego życia (miejsca pracy, przestrzenie mieszkalne i edukacyjne, integracja społeczności wielokulturowych)

W ramach andaluzyjskiego ministerialnego programu zintegrowanej opieki nad pacjentami z chorobami przewlekłymi w 2007 roku współtworzył OPIMEC (Observatorio de Prácticas Innovadoras en el Manejo de Enfermedades Crónicas Complejas) oraz  Spanish eHealth Network and Revista eSalud (wiodące czasopismo akademickie i portal popularyzujący e-zdrowie.
- 2010:

– redaktor naczelny pierwszej internetowej globalnej książki (wiki) pt. When people live with multiple chronic diseases: a collaborative approach to an emerging global challenge, dotyczącej opieki medycznej nad pacjentami z więcej niż jedną rozpoznawalną chorobą („polypathology”, wielochorobowość, np. współistnienie chorób przewlekłych)
– organizator i przewodniczący Global People-centred eHealth Innovation Forum w czasie European Ministerial eHealth Conference (Barcelona) oraz International Forum “Youth-led Innovation and Entrepreneurship” w Brukseli i Estremadura (Hiszpania)
– przewodniczący Międzynarodowego Komitetu Doradczego i współprzewodniczący First International Summit on Human-centred and Family-focused eHealth w Chinach (HeH, Pekin 2010)
- 2017 – wystąpienia na konferencji Palliative Care w Australii (Adelaide 2017)[4]

## Główne kierunki działalności
Praca naukowa i kliniczna
- problemy walki z bólem w warunkach klinicznych i w hospicjach – anestezjologia, algezjologia i opieka paliatywna jako medycyna holistyczna (znieczulanie i analgetyki, wsparcie psychiczne, łagodzenie bólu totalnego i problemy „dobrej śmierci”)[38][4][39]
- przeglądy systematyczne baz danych[40] (np. biblioteki Cochrana, Cochran Canada[41]) i analizy wiarygodności wyników opisanych badań klinicznych (np. problem wielochorobowości w grupach uczestników RCT[42])

Zdrowie publiczne
- wdrażanie koncepcji globalnego systemu opieki zdrowotnej (międzynarodowy „szpital bez okien”)[i], w pełni wykorzystującego stale aktualizowaną wiedzę medyczną i udoskonalane narzędzia e-zdrowia[j], spełniające oczekiwania zarówno personelu medycznego jak ogółu pacjentów[43][44] (teleinformatyka w medycynie[j])[45][46][47]
- starania o zmianę definicji zdrowia[k][48][49][50][51] (m.in. o uwzględnienie powszechności chorób przewlekłych i wielochorobowości[52]) i popularyzacja „opieki skoncentrowanej na pacjencie”[l] (Human-centred eHealth[36])

## Publikacje
Alex Jadad jest autorem lub współautorem licznych artykułów naukowych, spośród których za reprezentatywne uważa się:

- Information and communication technology (ICT) and eHealth policy in Latin America and the Caribbean: review of national policies and assessment of socioeconomic context (Rev. Panam. Salud. Publica., 2014)
- Toronto's 2-1-1 healthcare services for immigrant populations (American Journal of Preventive Medicine, 2012)
- How should we define health? (BMJ 2011)
- Consideration of Multiple Chronic Diseases in Randomized Controlled Trials (JAMA, 2011)[42]
- Renewing Primary Care: Lessons Learned From The Spanish Health Care System (Health Affairs 2010)
- Electronic Health Records in the Age of Social Networks and Global Telecommunications (JAMA 2010)
- In search of health (Journal of Evaluation in Clinical Practice 2009)
- Measuring the Impact of a Moving Target: Towards A Dynamic Framework for Evaluating Collaborative Adaptive Interactive Technologies (Journal of Medical Internet Research 2009)
- Trying to Measure the Quality of Health Information on the Internet: Is It Time to Move On? (Journal of Rheumatology, 2009)
- Application of biomedical informatics to chronic pediatric diseases: A systematic review (BMC Medical Informatics and Decision Making Journal, 2009)
- Cancer in the world – a call for international collaboration (Salud Pública Méx 2009)
- How should health be defined? (BMJ 2008)
- The utility of publicly reported cancer treatment wait time information for patients and health care providers (Clinical Oncology 2009)
- The impact of polyol-containing chewing gums on dental caries. A systematic review of original randomized controlled trials and observational studies (JADA, 2008)
- Fighting cancer with the Internet and social networking[55] (The Lancet Oncology 2008)
- Supporting cancer patients through the continuum of care: a view from the age of social networks and computer-mediated communication (Current Oncology, 2008)

Jest też autorem lub współautorem książek, m.in.: 
- 1998 – Randomised Controlled Trials: A User's Guide[56]
- 2011 – Unlearning: Incomplete musings on the game of life and the illusions that keep us playing, Alejandro R. Jadad[57]
- 2016 – The Feast of Our Life: Preparing to Flourish Through Self-love[58]
- 2018 – Trusted networks: The key to achieve world-class health outcomes on a shoestring[59]

## Nagrody i wyróżnienia
Wśród nagród i wyróżnień, które otrzymał Alejandro R. Jadad, wymienia się: 
- 1997 – „National Health Research Scholars Award” od Health Canada (wydziału zdrowia publicznego w rządzie Kanady)
- 1998 – „Canada’s Top 40 Under 40”, nagroda przyznawana od 1995 roku czterdziestu ludziom, którzy nie przekroczyli 40 lat, osiągających sukcesy w kanadyjskim biznesie oraz wizjonerów i innowatorów[60]
- 1999 – „Premier’s Research Excellence Award”
- 2002 – „New Pioneers Award in Science and Technology”
- 2001 i 2002 – wyróżnienia przez Time Magazine mianem jednego z nowych Kanadyjczyków, którzy ukształtują kraj w XXI wieku, i jednego z wiodących kanadyjskich badaczy w dziedzinie medycyny
- 2004 – „Canadian Latin Achievement Award” za znaczący wkład w budowanie relacji między Kanadą a światem hiszpańskojęzycznym
- 2005 – wliczenie do „The Best of the Best” przez grono „Top 40 Under 40 alumni” ze względu na wkład w naukę i ochronę zdrowia oraz przez rówieśników z Kolumbii jako naukowiec, który prawdopodobnie wywarł największy wpływ na przekształcenia kraju
- 2006 – „Distinguished Lecturer Award” od kierownika ds. nauki Health Canada’s za wkład w przekształcenia systemu opieki zdrowotnej
- 2007 – wybór przez British Medical Journal do grona autorów pamiątkowego wydania czasopisma (Medical Milestones), w którym zamieszczono opisy 15 przełomowych odkryć, do których doszło od chwili wydania pierwszego numeru BMJ w 1840 roku (Alejandro R. Jadad, Murray W. Enkin, COMPUTERS, Transcending our limits. By transcending physical, geographical, and cultural barriers computer technology can help achieve optimal health for all)[61]
- 2007 – członkostwo Canadian Academy of Health Sciences (pierwszy członek latynoski)
- 2007 – tytuł „10 most influential Hispanic Canadians”, przyznany przez liderów społeczności i mediów
- 2008 – Order of the Congress (równoważny Orderowi Kanady)[62]
- 2009 – przewodniczący Canadian Association for People-centred Health’s Academic Research Collaborative i Global People-centred eHealth Innovation Network
- 2012 – miejsce w gronie piątki niezwykłych Kanadyjczyków – pionierów zmian – w filmie „Celebrating a Diverse Canada”[63]
- 2016 – tytuł Doktor honoris causa (HC) od St. Francis Xavier University (Doctorate of Laws) oraz Senior Fellow w Massey College
- 2017 – HC od Universitat Oberta de Catalunya Open University w Barcelonie (ang. Open University of Catalonia)[64]
- 2018 – ASMEDAS Global Award for Contributions to Human Well-Being
- 2018 – wybór przez prezydenta Kolumbii do Council of the Wise (międzynarodowa grupa doradców)[65]

## Życie rodzinne
Alejandro Jadad zawarł związek małżeński z Marthą Garcia 12 marca 1981 roku, w czasie rezydentury w San Ignacio. Po jej zakończeniu wspólnie wyjechali do Oksfordu. Mają dwie córki. Starsza z nich, Alia (ur. 1992), była w dzieciństwie zafascynowana komputerami i matematyką. Starszą, Tamen (ur. 1995), pasjonował sport. W 2019 roku została zaproszona wraz z ojcem do Redwood Library & Athenæum w Newport (Rhode Island). Odbyli międzypokoleniowy dialog na temat ewolucji mądrości, jej obecnego znaczenia i sposobów pielęgnowania oraz potrzeby poszukiwań własnego miejsca na „rozkwitającej planecie” (A. Jadad, The Feast of Our Life: Preparing to Flourish Through Self-love). Martha prowadzi w domu kilka wirtualnych firm. 
Alex Jadad poznał emocje, towarzyszące rozpoznaniu nowotworu, nie tylko jako lekarz – również jako pacjent. Odczuł wówczas, jak wielką rolę odgrywa w tej sytuacji obecność bliskich, którzy bez ograniczeń poświęcają choremu swój czas, wspominając z uśmiechem  wspólnie przeżyte piękne chwile, lecz nie unikając też rozmów o zbliżającej się śmierci (wstępna diagnoza nie potwierdziła się). Rodzina włączyła się też w akcję promowania pełnego życia, publikując „Cieszmy się!” – serię zabawnych książeczek, angażujących do rozrywki i pouczających dla dzieci i ich dorosłych opiekunów (część 1. Let's enjoy food!).